# Buvajsar Sajtiev
Buvajsar Chamidovič Sajtiev (in russo Бувайса́р Хами́дович Сайти́ев?; Chasavjurt, 11 marzo 1975 – Mosca, 2 marzo 2025) è stato un lottatore e politico russo, tre volte campione olimpico e deputato parlamentare della repubblica federale russa del Daghestan.

## Biografia
Era fratello di Adam Sajtiev, oro olimpico nella categoria fino a 85 chilogrammi ai Giochi della XXVII Olimpiade di Sydney.

## Palmarès
- Giochi olimpici

1996 - Atlanta: oro nella categoria fino a 74 kg.
2004 - Atene: oro nella categoria fino a 74 kg.
2008 - Pechino: oro nella categoria fino a 74 kg.
- Mondiali

1995 - Canton: oro nella categoria fino a 74 kg.
1997 - Krasnojarsk: oro nella categoria fino a 76 kg.
1998 - Teheran: oro nella categoria fino a 76 kg.
2001 - Sofia: oro nella categoria fino a 76 kg.
2003 - New York: oro nella categoria fino a 74 kg.
2005 - Budapest: oro nella categoria fino a 74 kg.
- Europei

1996 - Budapest: oro nella categoria fino a 74 kg.
1997 - Varsavia: oro nella categoria fino a 76 kg.
1998 - Bratislava: oro nella categoria fino a 85 kg.
2000 - Budapest: oro nella categoria fino a 76 kg.
2001 - Budapest: oro nella categoria fino a 76 kg.
2006 - Mosca: oro nella categoria fino a 74 kg.